# Pseudacris brimleyi
Pseudacris brimleyi är en groddjursart som beskrevs av Brandt och Walker 1933. Pseudacris brimleyi ingår i släktet Pseudacris och familjen lövgrodor. IUCN kategoriserar arten globalt som livskraftig. Inga underarter finns listade i Catalogue of Life.